# Fotografia inkluzywna
Inkluzywna fotografia – podejście do fotografii, które kładzie nacisk na akceptację różnorodności i odmienności. Fotografujący, wykorzystując inkluzywne podejście, stawia na równość wobec różnych form urody, kolorów skóry, kształtów ciała i innych cech, które w tradycyjnym podejściu byłyby uznane za niepożądane. W inkluzywnej fotografii kładzie się nacisk na stworzenie swobodnej atmosfery podczas sesji oraz zachęcanie do odkrywania siebie, wyrażania siebie tak, jak się chce i akceptacji własnego ciała.

## Komunikacja między fotografem a klientem
W inkluzywnej fotografii aspekt komunikacji między fotografem a klientem jest niezwykle ważny i stanowi integralną część procesu twórczego. Fotograf powinien zbudować relację z klientem opartą na zaufaniu, otwartości, jednocześnie starając się zrozumieć osobowość swojego modela, tak by pokazać ją na zdjęciach, unikając jednocześnie oceniania i porównywania z innymi ludźmi.

## Powiązania z dziedziną projektowaniem
Inkluzywna fotografia związana jest z ideą inkluzywności w projektowaniu doświadczenia użytkownika (UX) i projektowaniu doświadczenia klienta (CX). W tych dziedzinach inkluzywność polega na projektowaniu produktów i usług, które uwzględniają różnorodność ludzi, zapewniając tym samym dostępność dla jak największej liczby użytkowników. W inkluzywnym podejściu UX i CX kluczowe jest unikanie wykluczania osób o innych potrzebach, preferencjach i umiejętnościach.

## Powiązania z ruchami społecznymi

### Ciałopozytywność
Inkluzywna fotografia wpisuje się w ideę ciałopozytywności (z ang. body-positivity), która promuje akceptację różnorodności ciał ludzkich. To podejście ma na celu pomoc ludziom, którzy borykają się z kompleksami i niską samooceną ze względu na nienaturalne standardy urody narzucane przez społeczeństwo i media. Inkluzywna fotografia stwarza środowisko do odrzucenia tych kompleksów i pokazanie piękna w różnorodności.

### Miłość własna
Miłość własna (z ang. self-love), czyli miłość do siebie, stanowi istotną inspirację dla inkluzywnej fotografii. W trakcie sesji fotograf stara się zbudować pozytywny obraz klienta o samym sobie, zachęcając do odkrywania i doceniania swoich mocnych stron. Takie podejście w założeniu przekłada się na jakość zdjęć, które stają się bardziej naturalne i pełne autentycznych emocji.